# 미야모토 다게루
미야모토 다게루(일본어: 宮本 武瑠, 1987년 5월 11일~)는 일본 음악가이자, 패션 모델, 사업가, 소설가이다.
밴드 SuG의 멤버로 활동하면서 보컬을 담당했었다.